# Bridget Moynahan
Kathryn Bridget Moynahan (Binghamton, 28 aprile 1971) è un'attrice e modella statunitense.

## Biografia
Cresciuta a Longmeadow, nel Massachusetts, assieme ai due fratelli Andrew e Sean, è cugina di terzo grado di Rosie O'Donnell. Studia presso la Longmeadow High School diplomandosi nel 1989; durante gli studi si mette in mostra anche nelle attività sportive, praticando hockey e lacrosse. Ha origini irlandesi.

### Modella
Inizia la sua carriera come modella nei primi anni '90 per la Ford Models, lavorando per Christian Dior, Genny, Emanuel Ungaro, Laura Biagiotti e apparendo in copertine ed editoriali di note riviste del settore come Vogue, Elle, Glamour e Cosmopolitan.

### Attrice
Studia recitazione presso il "Caymichael Patten Studio" a New York e inizia la sua carriera di attrice partecipando alla serie tv Sex and the City, nel ruolo di Natasha. Nel 2000 recita nel film Le ragazze del Coyote Ugly, e in seguito prende parte ai film Al vertice della tensione e La regola del sospetto.
Nel 2004 interpreta Susan Calvin nel film Io, robot al fianco di Will Smith, successivamente lavora in Lord of War e nel 2006 fa parte del cast della serie TV Six Degrees - Sei gradi di separazione. Dal 2010 è stabilmente nel cast della serie poliziesca Blue Bloods, in cui interpreta Erin Reagan, un vice procuratore distrettuale.

## Vita privata
Nel 2004 si è fidanzata con il quarterback dei New England Patriots Tom Brady, con cui è stata fidanzata fino al dicembre 2006, un mese dopo essere rimasta incinta del loro figlio, John Edward Thomas, nato nell'agosto 2007. In seguito è stata legata al regista McG e il 17 ottobre 2015 ha sposato l'imprenditore Andrew Frankel.

## Filmografia

### Cinema
- Le ragazze del Coyote Ugly (Coyote Ugly), regia di David McNally (2000)
- Whipped - Ragazzi al guinzaglio (Whipped), regia di Peter M. Cohen (2000)
- Quando l'amore è magia - Serendipity (Serendipity), regia di Peter Chelsom (2001)
- Al vertice della tensione (The Sum of All Fears), regia di Phil Alden Robinson (2002)
- La regola del sospetto (The Recruit), regia di Roger Donaldson (2003)
- Io, robot (I, Robot), regia di Alex Proyas (2004)
- Lord of War, regia di Andrew Niccol (2005)
- Gray Matters, regia di Sue Kramer (2006)
- Identità sospette (Unknown), regia di Simon Brand (2006)
- Prey - La caccia è aperta (Prey), regia di Darrell Roodt (2007)
- Noise, regia di Henry Bean (2007)
- Ramona e Beezus (Ramona and Beezus), regia di Elizabeth Allen (2010)
- World Invasion (Battle: Los Angeles), regia di Jonathan Liebesman (2011)
- Il mio amico Nanuk (Midnight Sun), regia di Roger Spottiswoode (2014)
- John Wick, regia di David Leitch e Chad Stahelski (2014)
- John Wick - Capitolo 2 (John Wick: Chapter 2), regia di Chad Stahelski (2017)
- Crown Vic, regia di Joel Souza (2019)

### Televisione
- Sex and the City – serie TV, 7 episodi (1999-2000)
- Six Degrees - Sei gradi di separazione (Six Degrees) – serie TV, 13 episodi (2006-2007)
- Eli Stone – serie TV, episodi 2x07-2x08 (2008)
- Blue Bloods – serie TV, 279 episodi (2010-2024)
- And Just Like That... – serie TV, episodio 1x03 (2022)

## Doppiatrici italiane
Nelle versioni in italiano delle opere in cui ha recitato, Bridget Moynahan è stata doppiata da:
- Chiara Colizzi in La regola del sospetto, Lord of War, Six Degrees - Sei gradi di separazione, Eli Stone, Blue Bloods, Il mio amico Nanuk
- Francesca Fiorentini in Io, Robot, Le ragazze del Coyote Ugly, And Just Like That...
- Eleonora De Angelis in Prey - La caccia è aperta, World Invasion
- Barbara Salvucci in John Wick, John Wick - Capitolo 2
- Claudia Catani in Serendipity - Quando l'amore è magia
- Cristina Boraschi in Identità sospette
- Monica Ward in Ramona e Beezus